# Nassereith
Nassereith é um município da Áustria, situado no distrito de Imst, no estado do Tirol. Tem 72,39 km² de área e sua população em 2019 foi estimada em 2.164 habitantes.